# Классен, Сабина
Сабина Классен (англ. Sabina Classen; наст. имя Сабина Хиртц; род. 27 декабря 1963 года) — вокалистка немецких трэш-метал групп Holy Moses и Temple of the Absurd. Она является одной из первых вокалисток, использующих гроулинг.
В 1981 году Сабина вошла в состав группы Holy Moses, в которой её бойфренд Энди Классен был гитаристом. После распада Holy Moses в 1994 году, она основала группу Temple of the Absurd, в которой также стала вокалисткой. Temple of the Absurd выпустили два альбома.
В конце 90-х Сабина тяжело заболела: врачи диагностировали рак желудка. Несколько лет певица провела на больничной койке, но справилась с тяжёлым недугом.

«Мне очень тяжело приходилось… но, к счастью, все-таки удалось выкарабкаться. После последней операции, уже на стадии выздоровления, меня навестило огромное количество людей, знакомых и не очень: видя, что дело идет на поправку, все, как один, уговаривали: „Пожалуйста, восстанови Holy Moses! Все тебя очень просят!“ Кроме того, поступило огромное количество предложений от организаторов фестивалей и концертов: как оказалось, нас действительно хотят видеть и слышать. Много времени прошло, но тем не менее! Это все заставляло задуматься… а так как в больничных условиях ничем другим особо и не займешься, я думала-думала… и, в итоге, решила: а почему бы, собственно, и нет? Позвонила Энди, и он тоже оказался не против. За новыми вещами дело не стало — написали».

Таким образом в 2000 году произошло воссоединение Holy Moses, которые существуют и активно концертируют и по сей день.

## Влияние
Группами, оказавшими наибольшее влияние на Сабину Классен были: Black Sabbath, Venom, Slayer, Possessed, Celtic Frost, Bathory, AC/DC, Motörhead и Kiss.

## Дискография

### Вместе с Holy Moses
- Queen of Siam — (1986)
- Finished With The Dogs — (1987)
- The New Machine Of Liechtenstein — (1989)
- World Chaos — (1990)
- Terminal Terror — (1991)
- Reborn Dogs — (1992)
- No Matter What's The Cause — (1994)
- Master of Disaster — (2001)
- Disorder of the Order — (2002)
- Strength Power Will Passion — (2005)
- Agony of Death — (2008)
- Redefined Mayhem — (2014)

### Вместе с Temple of The Absurd
- Absurd — (1995)
- Mother, Creator, God — (1999)